# 2888 Hodgson
2888 Hodgson este un asteroid din centura principală, descoperit pe 13 octombrie 1982 de Edward Bowell.